# Terespol Pomorski
Terespol Pomorski – wieś w Polsce położona w województwie kujawsko-pomorskim, w powiecie świeckim, w gminie Świecie.
W latach 1975–1998 miejscowość należała administracyjnie do województwa bydgoskiego.
Na terenie wsi znajdują się m.in.: Szkoła Podstawowa im. Tadeusza Kościuszki, budynek starej szkoły (obecnie budynek mieszkalny), kaplica parafii św. Wawrzyńca w Przysiersku oraz stacja kolejowa z budynkiem dworca z początku XX w..
29 września 1987 roku na stacji kolejowej, przez błąd maszynisty, doszło do zderzenia pociągów - towarowego z pospiesznym "Bałtyk".